# 林翠
林翠（英文名：Jeanette Lin Chui，1936年10月6日—1995年2月22日），本名曾绮貞（Jeanette Tsang Yi Cheng），生於上海，香港女演員，著名已故粵語演員曾江之胞妹，藝人陳山河及王馨平的母親。她被香港影壇譽為「學生情人」、「NO小姐」，主演和參演的影片無數，亦正亦邪皆勝任。

## 生平
1949年隨家人遷居香港，就讀聖士提反女子中學。1953年考入由導演黃卓漢領導的自由影業，林黛正因《翠翠》（1953）名聲鵲起。1954年，憑處女作《女兒心》大紅，成為台柱明星。
與自由影業三年片約期間，陸續主演《終身大事》（1955）、《馬車伕之戀》（1956）、《山地姑娘》（1956）、《馥蘭姐姐》（1956）、《薔薇處處開》（1956）。同時外借給其他公司，如藝華影業的《化身姑娘》(1956) ，新天影業的《馬路小天使》（1957）、〈流浪兒〉（1958）等。也曾為邵氏拍攝《夜來香》（1957）、《移花接木》（1957）、《千金小姐》（1959）等。1957年11月加盟國際電影懋業(電懋)，開啟其電影事業的黃金時期，主要作品包括《四千金》、《蘭閨風雲》（1959）、《豆腐西施》（1959）、《啼笑姻緣》（1964）、《空谷蘭》（1966）、《蘇小妹》（1967），期間也為邵氏拍攝《金菩薩》（1966）等。國泰電影出品的《游龍戲鳳》（1968），是息影前的最後一部作品。

## 婚姻狀況
她曾經歷兩次婚姻，第一任丈夫為名導演秦劍，兩人於1959年結婚，婚後育有一子陳山河。1967年林翠與秦劍分居，當時香港規定要分居3年才可離婚。1968年8月，林翠為王羽生下王馨平。1969年6月秦劍自殺，同年年底林翠與王羽結婚。林翠與王羽育有王馨平、王加露、王美怡三女，可惜仍於1975年離婚。恢復單身後，創辦真納影業公司，出品唐書璇導演的《十三不搭》(1975) 及自導的《香港式離婚》（1976）。1977年移居美國舊金山，轉而從事餐飲及租賃業。1980年末復出影壇，參與電影《海峽兩岸》（1988）、《胭脂》（1991）及台灣電視劇《不了情》、《婆媳過招七十回》、《初戀三十年》演出，並轉往幕後發展。

## 病逝
1995年2月22日在台灣台北市突發氣喘病歿於家中，享寿58歲。

## 作品列表

### 電影
| 年份 | 片名                     | 角色 |
| 1954 | 《女兒心》               |      |
| 1955 | 《銀燈照玉人》           |      |
| 1956 | 《面子問題》             |      |
| 1956 | 《薔薇處處開》           |      |
| 1956 | 《馬車夫之戀》           |      |
| 1956 | 《山地姑娘》             |      |
| 1956 | 《日月潭之戀》           |      |
| 1956 | 《化身姑娘》             |      |
| 1956 | 《馥蘭姐姐》             |      |
| 1957 | 《移花接木》             |      |
| 1957 | 《夜來香》               |      |
| 1957 | 《天涯歌女》             |      |
| 1957 | 《秋鳳》                 |      |
| 1957 | 《馬路小天使》           |      |
| 1957 | 《四千金》               |      |
| 1958 | 《流浪兒》               |      |
| 1958 | 《終身大事》             |      |
| 1958 | 《提防小手》             |      |
| 1959 | 《偷情記》               |      |
| 1959 | 《空中小姐》             |      |
| 1959 | 《蘭閨風雲》             |      |
| 1959 | 《二八佳人》             |      |
| 1959 | 《豆腐西施》             |      |
| 1959 | 《青春兒女》             |      |
| 1959 | 《逃亡48小時》           |      |
| 1959 | 《千金小姐》             |      |
| 1960 | 《心心相印》             |      |
| 1960 | 《長腿姐姐》             |      |
| 1960 | 《碧水紅蓮》             |      |
| 1960 | 《春潮》                 |      |
| 1961 | 《愛的教育》             |      |
| 1961 | 《紅頻青燈未了情》       |      |
| 1962 | 《好事成雙》             |      |
| 1962 | 《早生貴子》             |      |
| 1963 | 《金箭盟》               |      |
| 1964 | 《情天長恨》             |      |
| 1964 | 《啼笑姻緣(上集)》       |      |
| 1964 | 《啼笑姻緣(下集)》       |      |
| 1964 | 《寶蓮燈》               |      |
| 1965 | 《三朵玫瑰花》           |      |
| 1965 | 《糊塗女偵探》           |      |
| 1966 | 《草莽喋血記》           |      |
| 1966 | 《空谷蘭》               |      |
| 1966 | 《金菩薩》               |      |
| 1966 | 《神火101 殺しの用心棒》 |      |
| 1967 | 《蘇小妹》               |      |
| 1967 | 《女人!女人!》           |      |
| 1967 | 《原野游龍》             |      |
| 1967 | 《麒麟送子》             |      |
| 1968 | 《游龍戲鳳》             |      |
| 1968 | 《血酒紅玫瑰》           |      |
| 1975 | 《十三不搭》             |      |
| 1988 | 《海峽兩岸》             |      |
| 1991 | 《胭脂》                 |      |

### 台灣
| 年份 | 頻道 | 劇名               | 角色        |
| 1989 | 華視 | 《不了情》         | 林月香      |
| 1991 | 台視 | 《初戀三十年》     |             |
| 1991 | 中視 | 《婆媳過招七十回》 |             |
| 1993 | 中視 | 《超級女巡按》     |             |
| 1995 | 中視 | 《愛在他鄉》       | (客串) 方母 |

### 香港亞洲電視
| 年份           | 劇名           | 角色                             |
| 1990年10月首播 | 《第三間電台》 | 客串兩集：第三十一集及第三十二集 |

### 馬來西亞HVD
| 年份   | 劇名         | 角色   |
| 1994年 | 《家婆新抱》 | 王燕青 |
| 1994年 | 《巨浪》     | 阮月娥 |

## 得獎紀錄
- 1964年：以啼笑姻緣榮獲第11屆亞太影展-最佳女配角

## 外部連結
- 林翠在互联网电影资料库（IMDb）上的資料（英文）
- 林翠在香港影庫上的簡介
- 林翠在豆瓣上的资料（简体中文）
- 林翠在时光网上的簡介（简体中文）
- 中文電影資料庫─ 林翠 （页面存档备份，存于）
- 華文影史庫上林翠簡介 （页面存档备份，存于）